# ハロー・ハロー
「ハロー・ハロー」は、2007年4月4日にワーナーミュージック・ジャパンから発売されたSuperflyのメジャーデビューシングル。

## 概要
2007年4月4日に発売された。初回プレス盤のみデジパックケース仕様。後に配信限定で1曲追加されたシングル『ハロー・ハロー (Bonus Version)』が6月6日に配信開始となった。

## チャート成績
売上集計の初日で、オリコンデイリーチャートは38位であったが、4月6日にテレビ朝日系『ミュージックステーション』に出演後、4月9日付の同デイリーでは19位と、トップ20入りをした。4月16日付のオリコンウィークリーチャートで、初登場で35位とした。4月23日付ウィークリーチャートでは初動週を越えるオリコン31位を記録し、自己最高順位を更新した。

## 収録曲
1. ハロー・ハロー (3:52)
（作詞:越智志帆+多保孝一　作曲・編曲:多保孝一）
ドワンゴ『dwango.jp』TV-CFソング
スペースシャワーTV2007年4月度POWER PUSH選出曲
TBS系ドラマ『エジソンの母』挿入歌
FM802など、FMラジオ局で多くのヘヴィー・ローテーションを獲得したこのシングルのタイトルトラック。多保孝一が18歳の時に書いた楽曲で、大切に温めてきたという。
2. 孤独のハイエナ (4:27)
（作詞：越智志帆＋多保孝一　作曲：多保孝一　編曲：多保孝一＋青木和義）
ラテン･ロック調の楽曲。
3. Hot 'N' Nasty（英語版） (3:32)
（作詞：Steve Marriott　作曲:Humble Pie）
ハンブル・パイのカバー曲。以降シングルのカップリングで、彼らのフェイバリットソングをカバーする企画が継続されている。

配信限定
- ハロー・ハロー 13,000人Live @ 大阪城ホール FM802 REQUESTAGE
配信限定シングル『ハロー・ハロー (Bonus Version)』のみに収録されたライブ音源。

## 収録アルバム
ハロー・ハロー
- 『Superfly』(#11)
- 『Superfly BEST』(#2・Disc 1)
- 『Superfly 10th Anniversary Greatest Hits “LOVE, PEACE & FIRE”』(#1・Disc 2)

孤独のハイエナ
- 『黒い雫 & Coupling Songs: 'Side B'』（#2・Disc 2）

Hot 'N' Nasty
- 『Wildflower & Cover Songs:Complete Best 'TRACK 3'』（#3・Disc 2）